# Italiensk litteratur

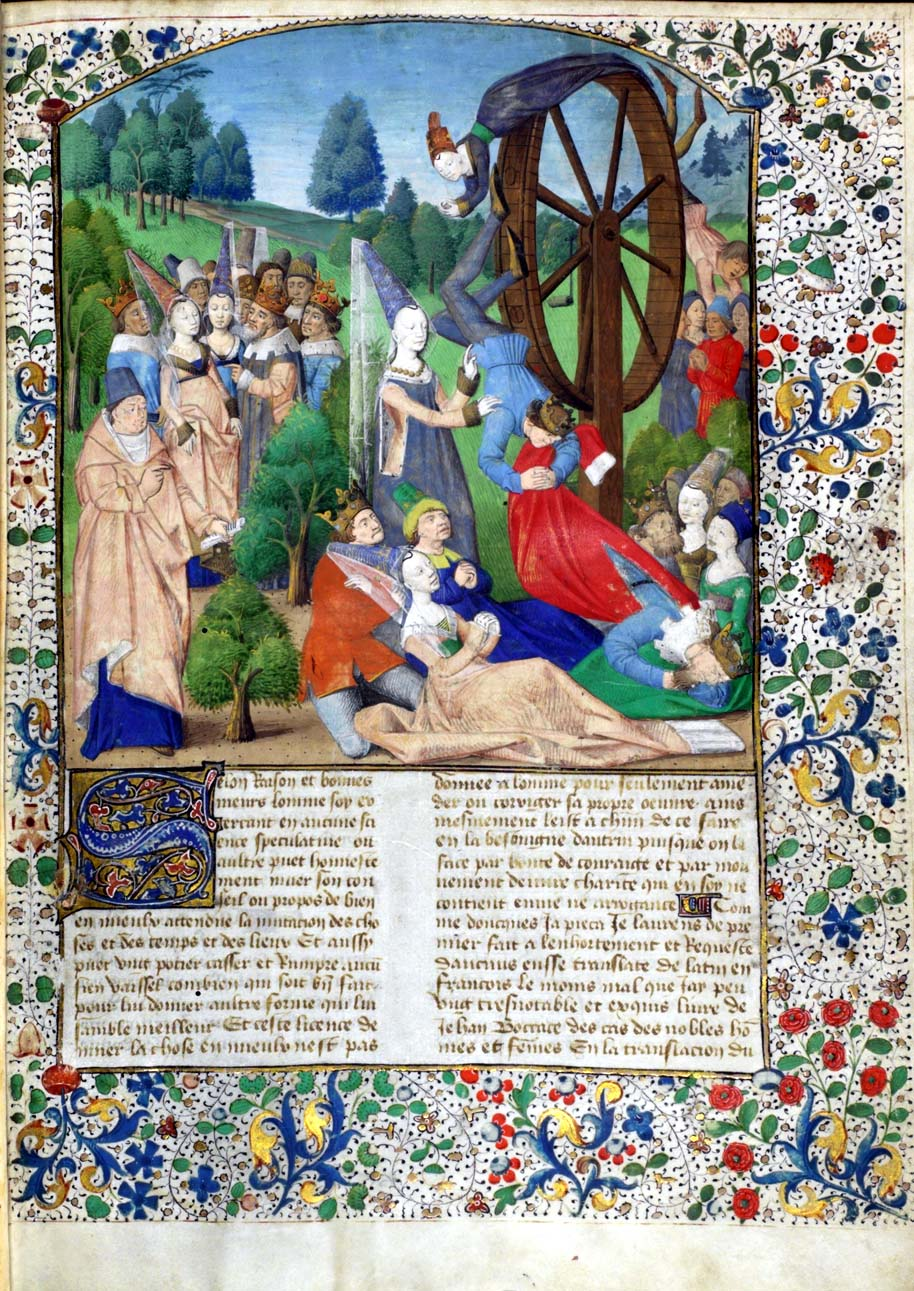
Från en utgåva av Boccaccios "De Casibus Virorum Illustrium".

Italiensk litteratur är litteratur på det italienska språket. Den italienska litteraturen har en lång och inflytelserik historia med framstående författare som bland annat Dante Alighieri, Niccolò Machiavelli och Francesco Petrarca. Från modern tid är bland annat författarna Umberto Eco, Italo Calvino och Dario Fo kända. För litteratur från Antikens Rom se latinsk litteratur.

## Nobelpristagare i litteratur
- 1906 Giosuè Carducci
- 1926 Grazia Deledda
- 1934 Luigi Pirandello
- 1959 Salvatore Quasimodo
- 1975 Eugenio Montale
- 1997 Dario Fo